# Carl Landegren
Carl Axel Hugo Landegren, född 5 april 1850 i Jönköpings Kristina församling i Jönköping, död 30 januari 1905 i Mjölby i Östergötlands län, var en svensk jurist.

## Biografi
Landegren blev student vid Uppsala universitet 1868 och avlade examen till rättegångsverken där 1875. Han blev vice häradshövding 1877 och var häradshövding över Lysings och Göstrings domsaga från 1890 till sin död. 
Landegren var son till landskamreraren Carl Henrik Vilhelm Landegren och Hedvig Christina von Strokirch. Han gifte sig 3 juni 1890 med Camilla Christiare Jakobsen (1866–1945), från Danmark. Han dog av hjärnblödning och begravdes 5 februari 1905.